# Gran sello del estado de Kansas
El gran sello del estado de Kansas es el sello oficial de dicho estado y narra la historia de éste.
El sello contiene: 
- Paisaje con un sol naciente (este)
- Río y vapor (comercio)
- Una cabaña de colonos y un hombre arando un campo (agricultura) [primer plano]
- Una caravana de carretas que se dirigía hacia el oeste (expansión estadounidense/vida de pioneros)
- Indios cazando bisontes americanos (los bisontes están huyendo de los indios)
- Grupo de 34 estrellas (en la parte superior del sello) - identificando a Kansas como el 34.° estado en ser aceptado en la Unión de los Estados Unidos.
- Lema estatal:"Ad astra per aspera" - latín: "Hacia las estrellas a través de las dificultades"

El sello es utilizado en la bandera del estado de Kansas.

## Historia

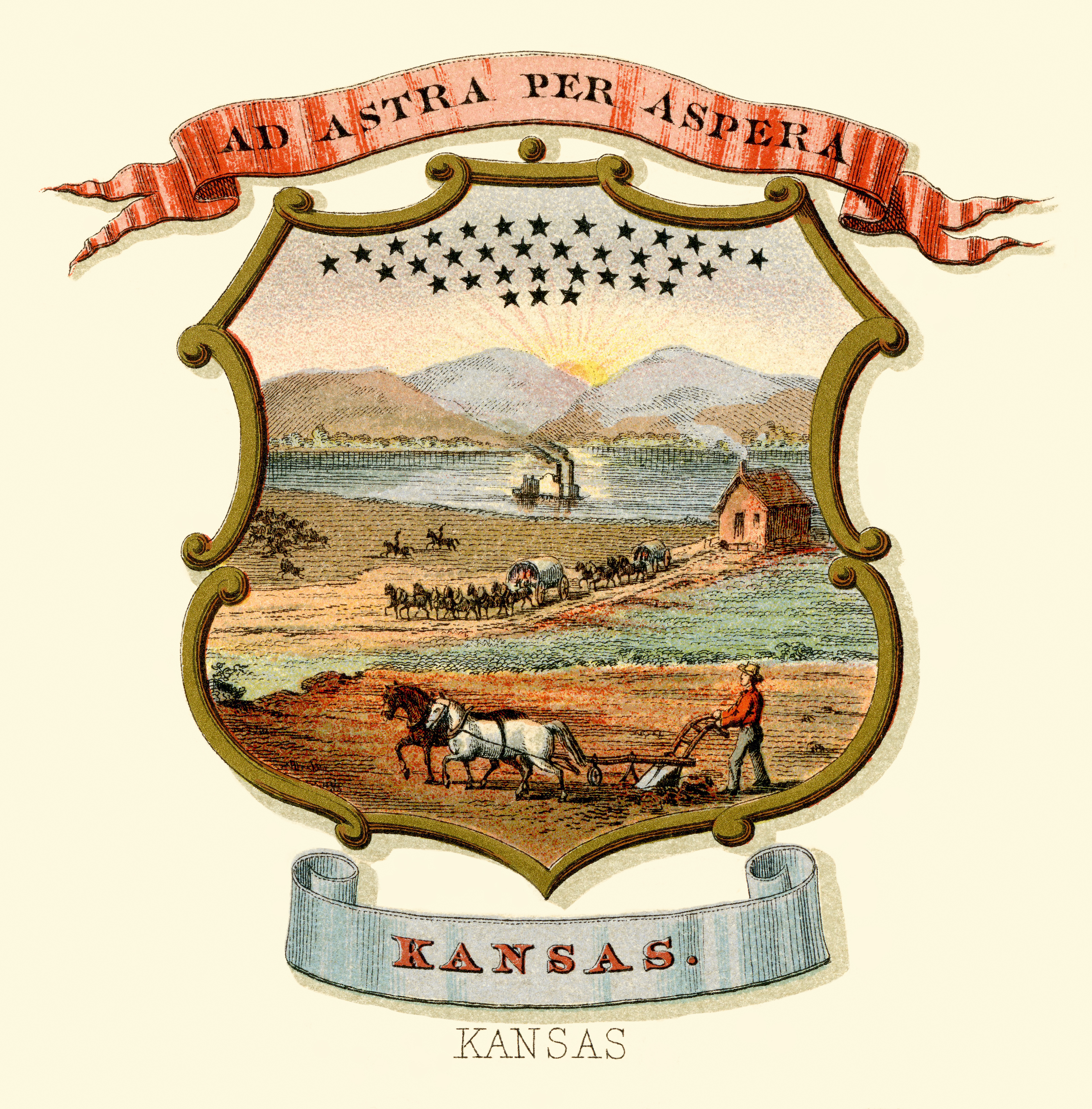
Escudo de armas del estado de Kansas (ilustrado, 1876)

El diseño para el Gran Sello de Kansas fue presentado por John J. Ingalls, un senador desde Atchison. Ingalls propone también el lema estatal, "Ad Astra per aspera". El Gran Sello del Estado de Kansas fue establecido por una resolución conjunta aprobada por la Legislatura de Kansas el 25 de mayo de 1861. 
La resolución dice lo siguiente: 
"El Este está representado por un sol naciente en la esquina derecha del sello; a la izquierda de la misma, el comercio está representado por un río y un vapor; en primer plano, la agricultura está representada como la base de la prosperidad futura del Estado, por una cabaña colonial y un hombre arando con un par de caballos; más allá hay una caravana de carretas tiradas por bueyes, hacia el oeste, en el fondo, se ve una manada de búfalos, que es perseguida por dos indios a caballo; alrededor de la parte superior y bajo un grupo de 34 estrellas está el lema, "Ad Astra per aspera" (en español:"Hacia las estrellas a través de las dificultades"). El círculo está rodeado por las palabras, "Great seal of the state of Kansas. January 29, 1861" ("Gran sello del estado de Kansas. 29 de enero de 1861").

## Sellos del Gobierno de Kansas

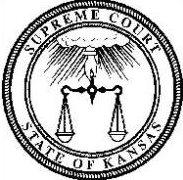
Sello de la Corte Suprema de Kansas

- Datos: Q1810106